# Cryptococcus neoformans
Cryptococcus neoformans är en svampart som först beskrevs av San Felice, och fick sitt nu gällande namn av Paul Vuillemin 1901. Cryptococcus neoformans ingår i släktet Cryptococcus och familjen Tremellaceae.

## Patologi
Svampen orsakar sjukdomen kryptokockos.

## Bilder

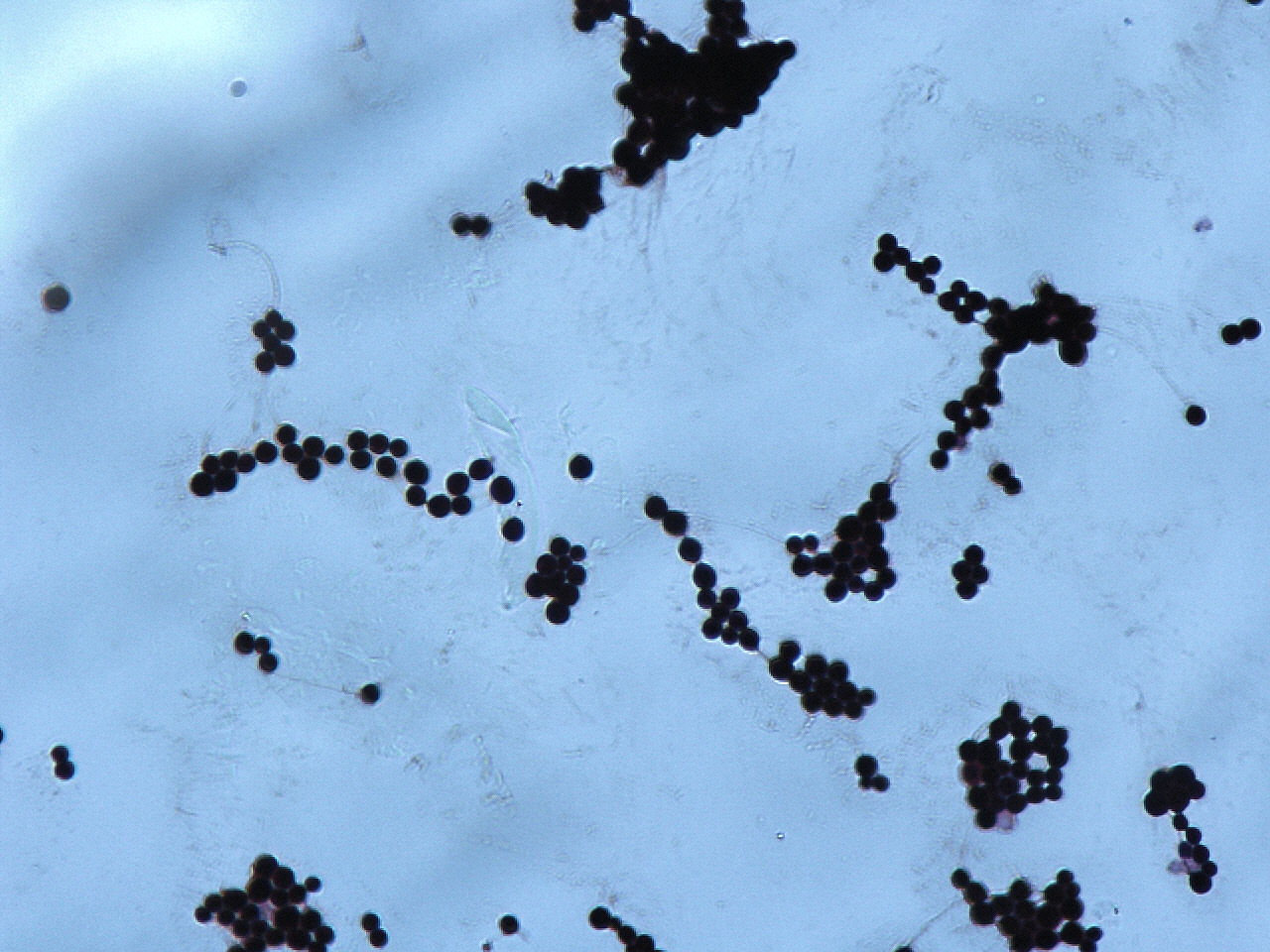
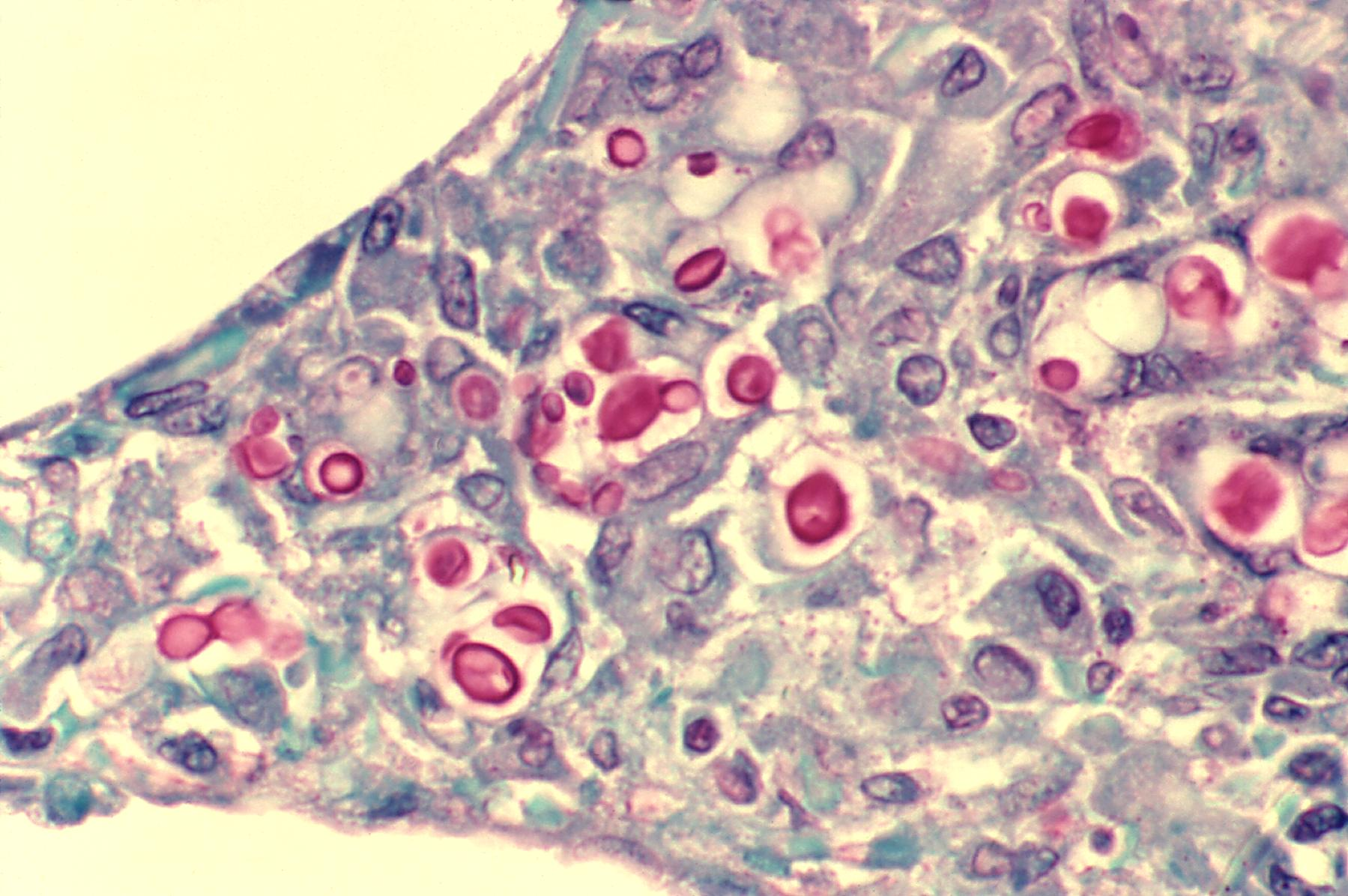